# Hypochrysops brunnea
Hypochrysops brunnea är en fjärilsart som beskrevs av Druce 1902. Hypochrysops brunnea ingår i släktet Hypochrysops, och familjen juvelvingar. Inga underarter finns listade i Catalogue of Life.